# Александринац
Александринац јесте стих од дванаест слогова чија се цезура јавља после шестог слога. Александринац се, такође, назива и симетрични дванаестерац.